# アメリカン・クライム・ストーリーのエピソード一覧
『アメリカン・クライム・ストーリー』（American Crime Story）は、スコット・アレクサンダーとラリー・カラゼウスキーが企画し、両名に加えてライアン・マーフィー、ブラッド・ファルチャック、ニーナ・ジェイコブソン、ブラッド・シンプソンが製作総指揮を務めるアメリカ合衆国のトゥルー・クライム・アンソロジーテレビシリーズである。2016年2月2日よりアメリカ合衆国のケーブル局FXで放送開始された。マーフィーとファルチャックの『アメリカン・ホラー・ストーリー』と同様に各シーズンが独立したミニシリーズであり、それぞれ実在の事件を描いている。
2018年1月17日より第2シーズン『アメリカン・クライム・ストーリー/ヴェルサーチ暗殺』が始まった。第3シーズンはハリケーン・カトリーナ、さらに企画中の第4シーズンはモニカ・ルインスキーとビル・クリントンのセックス・スキャンダルが主題となる予定であったが、2019年2月、第3シーズンと第4シーズンの企画は白紙になったと発表された。
2019年8月、白紙になっていた第3シーズンの主題が第4シーズンの予定だったモニカ・ルインスキーとビル・クリントンのセックス・スキャンダルになり、サブタイトルが『Impeachment』(弾劾の意味)に決定した。

## シリーズ概要
| シーズン | シーズン | タイトル             | 話数 | 話数 | 放送期間      | 放送期間      |
| シーズン | シーズン | タイトル             | 話数 | 話数 | 初回放送      | 最終回放送    |
| -------- | -------- | -------------------- | ---- | ---- | ------------- | ------------- |
|          | 1        | O・J・シンプソン事件 | 10   | 10   | 2016年2月2日  | 2016年4月5日  |
|          | 2        | ヴェルサーチ暗殺     | 9    | 9    | 2018年1月17日 | 2018年3月14日 |

## エピソード

### 第1シーズン: 『O・J・シンプソン事件』 (2016年)
| 通算話数 | タイトル                                             | 監督                       | 脚本                                                                                         | 放送日        | 製作 番号 | 米国視聴者数 （百万人） |
| --- | ---------------------------------------------------- | -------------------------- | -------------------------------------------------------------------------------------------- | ------------- | --------- | ----------------------- |
| 1 | "被疑者O・J・シンプソン" "From the Ashes of Tragedy" | ライアン・マーフィー       | スコット・アレクサンダー&ラリー・カラゼウスキー                                              | 2016年2月2日  | 1WAX01    | 5.12                    |
| 1994年6月13日早朝、ニコール・ブラウン・シンプソンとロン・ゴールドマンの惨殺死体がブレントウッドのブラウンのコンドミニアムの玄関で発見される。容疑者としてブラウンの元夫であり、NFLのスーパースターで俳優のO・J・シンプソンが浮上する。事件を担当する地区検事のマーシャ・クラークはシンプソンが過去数回に渡って妻に暴行を働いていたことを知る。一方で有能な黒人弁護士でかつての地区検事のジョニー・コクランは、知己の黒人検事のクリストファー・ダーデンに、検察の立場では人種問題に立ち向かうのは難しいと説得する。シンプソンは刑事の取り調べを受けるが曖昧な答えで信憑性に欠け、6月12日の時系列も明確にされなかったため、彼を有罪であると疑うクラークを激怒させる。シンプソンの友人のロバート・カーダシアンは有名人ばかりを担当してきた弁護士のロバート・シャピロを新たに起用させる。シンプソンは自分に銃を突きつけて自殺を仄めかし、カーダシアンは彼を説得して止めようとする。やがて警察官が2人の殺害容疑でシンプソンを逮捕しにやってくるが、既に彼は姿を消している。カーダシアン、シャピロ、警察官たちは家中を捜索し、シンプソンがアル・コーリングスが運転する白のフォード・ブロンコで逃亡したことを理解する。 |                                                      |                            |                                                                                              |               |           |                         |
| 2 | "命がけの逃走" "The Run of His Life"                 | ライアン・マーフィー       | スコット・アレクサンダー&ラリー・カラゼウスキー                                              | 2016年2月9日  | 1WAX02    | 3.90                    |
| 記者会見でギル・ガーセッティ検事は州を挙げてシンプソンを捜索すると発表する。シャピロとカーダシアンは自殺を仄めかすシンプソンの手紙を発見し、最悪の事態を想定する。シャピロは自身の名声を守るために記者会見を開き、カーダシアンはシンプソンの手紙をメディアの前で読み上げる。ロサンゼルスのフリーウェイI-405を走るドライバーがシンプソンの白いブロンコを発見し、警察に通報し、さらにマスメディアも駆けつけたために低速のチェイスとなる。シンプソンはカウリングスにブレントウッドの自宅まで運転させるが、当初は車外へ出るのを拒否する。カーダシアンの電話での説得によりシンプソンは投降し、ニコール・ブラウン・シンプソンとロン・ゴールドマン殺害容疑で逮捕、起訴される。 |                                                      |                            |                                                                                              |               |           |                         |
| 3 | "ドリームチーム" "The Dream Team"                    | アンソニー・ヘミングウェイ | D・V・デヴィンセンティス                                                                     | 2016年2月16日 | 1WAX03    | 3.34                    |
| シンプソンが逮捕されるとシャピロは弁護団を結成し始め、一方でクラークはシンプソンをニコール・ブラウン・シンプソンとロン・ゴールドマン殺害で起訴し、死刑も選択肢にあるとメディアに発表する。クラークは証拠の手袋と血痕を示し、ほとんどのメディア、そしてクラーク自身も検察の容易な勝利を確信する。『タイム』誌は色調を黒くしたシンプソンの写真を表紙として採用し、メディア間で人種差別論争を引き起こす。シャピロはまずF・リー・ベイリーを弁護団に誘い、さらに彼の勧めでアラン・ダーショウィッツを雇う。ダーショウィッツは犯行現場で発見された手袋に付着したDNAが改竄されている可能性があると主張すべきだと述べ、さらにシャピロはそれを発見したロサンゼルス市警のマーク・ファーマン刑事がこれまでに何度も人種差別的な発言をしていたことを知る。『ザ・ニューヨーカー』誌の記者の取材でシャピロはロサンゼルス市警には人種差別主義思想が蔓延し、シンプソンを陥れているのだと主張する。シンプソンはシャピロ、ベイリー、カーダシアンと面会し、弁護団の最後の1人としてコクランを勧められ、当初は拒んだものの最終的に渋々ながら同意する。一方で検察はメディアに多くの証拠が漏洩してしまった後での裁判を余儀なくされ、さらにシャピロの弁護方針を知って慌てる。                                                                                          |                                                      |                            |                                                                                              |               |           |                         |
| 4 | "100パーセント無罪" "100% Not Guilty"                | アンソニー・ヘミングウェイ | マヤ・フォーブス&ウォレス・ウォロダースキー& スコット・アレクサンダー&ラリー・カラゼウスキー | 2016年2月23日 | 1WAX04    | 3.00                    |
| シャピロの「ドリームチーム」は裁判に臨み、検察のあらゆる言動に異議を唱える戦略を採用する。裁判が人種論争に傾き始めるにつれ、コクランの方が弁護団の主導権を握るべきだという風潮になるが、シャピロは主任弁護士の座を引き渡さない。最終的にベイリー、コクラン、カーダシアンはシャピロの休暇中にクーデターを起こし、シンプソンに主任弁護士をコクランに変えるように説得する。担当判事はランス・イトーに決定し、陪審員の選出が始まると両陣営は自分たちに有利な人種構成にするように務める。クラークとコクランはどちらも白人はシンプソンに否定的、黒人男性は好意的であり、そして黒人女性もまた彼に否定的であると推論し、それぞれ理由を述べる。コクランは白人女性と結婚したシンプソンを黒人女性は嫌っていると述べ、一方でクラークはシンプソンから暴力を受けていたニコールに黒人女性は同情するだろうと考える。しかしながらこの推測に反し、陪審員候補のほとんどの黒人女性は男性と同様にシンプソンを支持する。ニコールの知人のフェイ・レスニックはニコールの私生活やシンプソンとの関係を詳述した本を出版してメディアを騒がせ、裁判に影響を与える。クラークたちは当初よりも裁判が難しくなることを認識し、カリスマ性を持つコクランに対抗するためには検察側にも黒人が必要であると判断する。彼女はクリストファー・ダーデンに会って検察団に加わるように頼む。 |                                                      |                            |                                                                                              |               |           |                         |
| 5 | "公判開始" "The Race Card"                           | ジョン・シングルトン       | ジョー・ロバート・コール                                                                     | 2016年3月1日  | 1WAX05    | 2.73                    |
| 初公判が開かれ、ダーデンは陪審員の多数を占める黒人たちが事件の人種論争によって揺さぶられる可能性を語るが、コクランはそれに猛反論し、検察官たちに屈辱を与える。クラークはダーデンを証人のマーク・ファーマン刑事の担当とする。ダーデンはファーマンに悪い印象を持ち、人種差別主義者であると疑い、証人から外すべきであると主張する。だがクラークに無視されて事件における自身の役割を迷い始める。一方でコクランは陪審員の現場検証対策として、シンプソンの自宅を黒人らしさを誇張するように模様替えする。裁判中、弁護側が規則を破って新たな証人を招こうとすると共同訴追者のウィリアム・ホッジマンがパニック発作を起こしてその場で卒倒する。クラークは後任としてダーデンを共同訴追者に指名する。ダーデンはファーマンの担当を外れる。ダーデンの疑惑は的中し、ファーマンはナチスの勲章をコレクションしていたのだが、検察官たちはそれをまだ知らない。 |                                                      |                            |                                                                                              |               |           |                         |
| 6 | "女性検察官の苦悩" "Marcia, Marcia, Marcia"          | ライアン・マーフィー       | D・V・デヴィンセンティス                                                                     | 2016年3月8日  | 1WAX06    | 3.00                    |
| クラークは自身の泥沼の離婚裁判に悩まされ、またメディアに有名人扱いされ、態度とファッションを批判されて戸惑う。テレビ局は予定を変更して裁判を中継する。ダーデンとクラークは仕事の後に飲んでダンスを楽しむ。『ロサンゼルス・タイムズ』の記者は過去に前妻にドメスティックバイオレンスを振るっていた件についてコクランを取材する。クラークはメディアの批判をかわすために髪型を変えるが上手く行かない。ベイリーはファーマンに過去10年間に「ニグロ」という言葉を使ったことがあるかを尋ね、強く否定される。ダーデンは弁護団のようにメディアに取り上げられることに耐えられないと吐露するクラークを慰める。 |                                                      |                            |                                                                                              |               |           |                         |
| 7 | "陰謀説" "Conspiracy Theories"                       | アンソニー・ヘミングウェイ | D・V・デヴィンセンティス                                                                     | 2016年3月15日 | 1WAX07    | 2.89                    |
| シャピロは他の弁護士たちに司法取引をする方針に転換するよう説得を試みる。カーダシアンは一向に他の容疑者が浮上しないためにシンプソンの話を信じられなくなり始める。クラークはダーデンと共にオークランドで開かれた彼の友人の誕生パーティーに出席し、親密さを深める。裁判でシャピロは犯行現場で発見された手袋が小さいことに気づき、シンプソンに試着させるようダーデンを罠にかける。手袋はシンプソンの手には小さすぎることが明らかになる。 |                                                      |                            |                                                                                              |               |           |                         |
| 8 | "囚われの陪審員" "A Jury in Jail"                    | アンソニー・ヘミングウェイ | ジョー・ロバート・コール                                                                     | 2016年3月22日 | 1WAX08    | 2.91                    |
| 陪審員たちは長期間にわたって隔離されているために苛立ちを募らせる。弁護団と検察団は互いに不利な陪審員を排除するために彼らの経歴の嘘やシンプソンとの接点を指摘して何人も解任させる。手袋試着が失敗に終わると誰もがシンプソンの無罪に傾くと思われたが、クラークがDNA鑑定の証拠を提出すると疑惑が再燃する。親友であるカーダシアンですらシンプソンを疑いだしていたが、コクランとシャピロはこれにまだ気付かない。 |                                                      |                            |                                                                                              |               |           |                         |
| 9 | "波乱を呼ぶテープ" "Manna from Heaven"               | アンソニー・ヘミングウェイ | スコット・アレクサンダー&ラリー・カラゼウスキー                                              | 2016年3月29日 | 1WAX09    | 2.76                    |
| シンプソンの弁護団は黒人の容疑者を暴行、殺害、さらには罪を着せる話を楽しんで語るファーマンのテープを入手する。さらにこのテープでファーマンがランス・イトー判事の妻である警察幹部も中傷していたことが判明して審理無効の可能性が浮上する。テープのうちファーマンが「ニグロ」と語り過去の偽証を証明する部分だけが証拠として採用されるが、証言台に立ったファーマンは全ての質問に黙秘し、クラークを困惑させる。 |                                                      |                            |                                                                                              |               |           |                         |
| 10 | "評決" "The Verdict"                                 | ライアン・マーフィー       | スコット・アレクサンダー&ラリー・カラゼウスキー                                              | 2016年4月5日  | 1WAX10    | 3.27                    |
| 最終日、シンプソンは証言台に立つことを拒否し、自分は無実であり裁判をやり遂げて家族のもとへ帰るのが望みであると声明を出す。陪審員たちはわずか4時間で審議を終わらせてシンプソンに無罪の評決を下し、アメリカ中が歓喜と衝撃に包まれる。シンプソンは日常へと戻るが、裁判前とは別の人間として世間から見られていることにすぐに気づく。家族には歓迎されるが、多くの人々には無罪を勝ち取った殺人犯であるとみなされる。ホームパーティを開いて真犯人を見つける意向を表明するが、カーダシアンなど多くの友人は彼から去っていく。最後の場面、落ち込んだ孤独なシンプソンが裏庭に行き、フットボールのスターの自分の銅像を眺める。エピローグで主要な関係者の近況、そしてニコールとロンの写真と生没日が示される。 |                                                      |                            |                                                                                              |               |           |                         |

### 第2シーズン: 『ヴェルサーチ暗殺』 (2018年)
| 通算話数 | タイトル                                      | 監督                           | 脚本                              | 放送日        | 製作 番号 | 米国視聴者数 （百万人） |
| --- | --------------------------------------------- | ------------------------------ | --------------------------------- | ------------- | --------- | ----------------------- |
| 1 | "流行りの殺人鬼" "The Man Who Would Be Vogue" | ライアン・マーフィー           | トム・ロブ・スミス                | 2018年1月17日 | 3WAX01    | 2.22                    |
| 1997年7月15日の朝、ファッションデザイナーのジャンニ・ヴェルサーチはマイアミビーチの自宅の前でアンドリュー・クナナンに撃たれる。二人は7年前にサンフランシスコのゲイクラブで出会っており、クナナンはヴェルサーチの客として、彼が衣装を監督するオペラを見に行く。1997年、クナナンは逃げる。ヴェルサーチは病院に急送されるが死亡する。警察はFBIと共同捜査を始め、容疑者のクナナンがすでに4人を殺して指名手配されていたことがわかる。ジャンニの妹のドナテラと兄のサントがマイアミにやって来て、会社の将来の計画を考え始める。                                                     |                                               |                                |                                   |               |           |                         |
| 2 | "マンハント" "Manhunt"                        | ネルソン・クラッグ             | トム・ロブ・スミス                | 2018年1月24日 | 3WAX02    | 1.42                    |
| 1994年3月、ジャンニがHIV陽性であるとわかり、ドナテラはアントニオを責める。1997年5月、4人を殺して手配されるクナナンはマイアミビーチに来て偽名でモテルに住む。男娼として稼ぎ、知り合ったロニーに貢ぐ。ジャンニにとりつかれ、後を追う。FBIと地元警察はクナナンの手配書を広める。アントニオはジャンニに求婚する。 |                                               |                                |                                   |               |           |                         |
| 3 | "無差別殺人" "A Random Killing"               | グウィネス・ホーダー＝ペイトン | トム・ロブ・スミス                | 2018年1月31日 | 3WAX03    | 1.26                    |
| 1997年5月、シカゴの不動産開発業者のリー・ミグリンは妻マリリンの留守中に、男娼サービスで知り合ったクナナンを自宅に招き入れる。クナナンはガレージでリーを縛り上げて殺し、周囲にホモセクシュアルの雑誌をまき散らす。クナナンはリーの車を盗んで逃げるが、自動車電話による探知がメディアに漏れたために車を捨て、ペンシルバニアでトラックを盗み、持ち主を殺す。マリリンは夫の性向を否定し、香水の宣伝を続ける。 |                                               |                                |                                   |               |           |                         |
| 4 | "湖畔の家で" "House by the Lake"              | ダニエル・ミナハン             | トム・ロブ・スミス                | 2018年2月7日  | 3WAX04    | 0.98                    |
| 1997年4月、クナナンはミネアポリスで建築家デヴィッド・マドソンのアパートに工員のジェフ・トレイルを呼び、マドソンの目の前で殺す。警察は二人を共犯と見なすに違いないとマドソンを説得してメキシコに逃避行する。マドソンの同僚の通報で部屋を捜索した警察はトレイルの死体を見つけてマドソンを捜査する。クナナンは自分に逆らったマドソンを殺す。 |                                               |                                |                                   |               |           |                         |
| 5 | "問答無用" "Don't Ask Don't Tell"             | ダニエル・ミナハン             | トム・ロブ・スミス                | 2018年2月14日 | 3WAX05    | 0.91                    |
| 1995年6月、ジャンニはドナテラの反対を押し切り、ゲイであることを公表する。1995年11月、海軍大尉のジェフ・トレイルはゲイであると疑われる。自殺未遂の後、トレイルはゲイバーに行きクナナンに出会う。トレイルは海軍でのゲイ嫌悪についてインタビューを受け、海軍を去る。2年後、経済的な問題を抱えたクナナンはミネアポリスに行き、旧知のトレイルとマドソンに再会するが、二人とも欺瞞だらけのクナナンを避ける。クナナンは姉の家に泊まったトレイルのアパートを荒らして銃を盗み、マドソンのアパートにトレイルを呼び出す。                                                               |                                               |                                |                                   |               |           |                         |
| 6 | "堕落" "Descent"                              | グウィネス・ホーダー＝ペイトン | トム・ロブ・スミス                | 2018年2月28日 | 3WAX07    | 1.10                    |
| 1996年、欺瞞で身を飾るクナナンはラホヤでビジネスマンのノーマン・ブラックフォードと契約に基づいて同居し、高額な生活費をもらう。27歳の誕生日で、クナナンはデヴィッド・マドソンの関心を買おうとする。ノーマンに生活費の増額を求めるが、欺瞞がばれて言い争いになりノーマンのもとを去る。クナナンはジェフ・トレイルの父親に同性愛者であることを暴露するはがきを送る。トレイルは怒り、マドソンの住むミネアポリスに引っ越すと言う。マドソンは大金を費やしてマドソンの愛を得ようとするがうまくいかない。クナナンは落ち込んで麻薬に溺れた末に、母親に会ってミネアポリスに行くと言う。 |                                               |                                |                                   |               |           |                         |
| 7 | "成り上がり" "Ascent"                         | グウィネス・ホーダー＝ペイトン | トム・ロブ・スミス                | 2018年3月7日  | 3WAX06    | 0.92                    |
| 1992年、ジャンニは自分の死後に経営を継ぐようドナテラにプレッシャーをかける。ジャンニは耳のガンだと診断されてマイアミに行き、ドナテラが現場を取り仕切る。同じ年、母と暮らしていたクナナンは年配の同性愛者のための男娼サービスに加わり、リンカーン・アストンに囲われる。クナナンがデヴィッド・マドソンと浮気をしたためにリンカーンはクナナンを捨てるが、直後に行きずりの男に殺される。クナナンはヴェルサーチの仕事をしていると嘘をついて母親のアパートを出る。リンカーンの知人のブラックフォードと知り合って囲われ、フェニックスからラホヤの豪邸へと引っ越しをさせる。         |                                               |                                |                                   |               |           |                         |
| 8 | "創造者/破壊者" "Creator/Destroyer"           | マット・ボマー                 | トム・ロブ・スミス&マギー・コーン | 2018年3月14日 | 3WAX08    | 1.00                    |
| 1957年のイタリアで、ジャンニは母親からデザイナーとなる教育を受け始める。1980年、クナナンはフィリピン出身で証券会社に勤める父親モデストから特別にひいきされる。7年後、クナナンは私立学校に通いながら年配の男性と付き合う。モデストは老人の顧客を詐欺にかけた容疑でFBIに追及を受け、全財産を持ち出して一人フィリピンに逃げる。クナナンは父親に会いに行くが益なくアメリカに戻り、ドラッグストアのパート従業員となる。父親はパイナップル農園を多数所有すると嘘をつく。 |                                               |                                |                                   |               |           |                         |
| 9 | "孤独" "Alone"                                | ダニエル・ミナハン             | トム・ロブ・スミス                | 2018年3月21日 | 3WAX09    | 1.20                    |
| 警察の封鎖によりクナナンは逃亡できず、空き家に隠れる。クナナンの父、友人、被害者の家族らがインタビューを受けるのをテレビで見る。ジャンニの葬儀がイタリアで行われ、ドナテラはアントニオが約束された家には住めないと言い渡す。追いつめられたクナナンは自殺する。アントニオは自殺を試みる。 |                                               |                                |                                   |               |           |                         |